# '40-'45 (Belgische musical)
 '40-'45 is een Vlaamse musicalproductie van Studio 100 uit 2018 in regie van Frank Van Laecke. Ze ging in première op 7 oktober 2018. Het is de opvolger van de spektakelmusical '14-'18, die in 2014 werd opgevoerd. In september 2024 ging de musical in première in Nederland in een voor Nederland aangepaste versie.

## Het verhaal
16 december 1944. Emiel Segers is tewerkgesteld in Cinema Rex en vertelt dat hij eindelijk "The Plainsman" wederom kan spelen en hoe de Duitsers, desondanks de bevrijding die ingezet is op 4 september 1944, de stad nog altijd bombarderen met behulp van de V1 en V2-bommen. ("Proloog - Cine Rex") Het verhaal gaat dan terug naar 10 mei 1940, met de Duitse inval in België. Op 18 mei 1940 trekt het Duitse leger Antwerpen binnen en verandert het leven van de inwoners van Antwerpen, die zich de oorlog van amper vijfentwintig jaar eerder nog goed herinneren, meteen. Zo ook het leven van de familie Segers. Het gezin wordt verplicht om twee Duitse SS-officiëren, Schultze en Wolff, in te kwartieren tijdens de bezetting van de stad. ("Wie Vertelt ons?") Staf en Louis spreken af met Marie, de vriendin van Staf, en Sarah. Staf vraagt Marie ten huwelijk, waarop ze met haar vriendin de liefde volgens hun perspectief vertellen, gevolgd door Staf en Louis die hun kant vertellen ("Liefde verblindt").
De Duitse bezetting lijkt met iedere afkondiging zwaarder en zwaarder te worden. Waar de mensen eerst nog hun vrijheid hadden, wordt er telkens meer en meer verboden, tot zelfs rantsoenering van het eten, kolen en andere zaken ("De Stad"). Wanneer Emiel thuis komt van zijn werk, blijkt de gevel van hun huis beklad te zijn met een hakenkruis. Anna zegt dat ze het kan afkuisen, maar Emiel is geërgerd dat men hem negeert door de inwonende Duitsers. Tijdens het eten blijkt dat Kleine Tuur de dader is, een weesjongen die Emiel soms gratis in de cinema laat en er zelfs laat slapen in de winter. Later zegt Staf naar een samenkomst van het VNV te willen gaan in het Antwerpse Sportpaleis. Desondanks het verbod van Emiel, gaan Staf en Louis kijken naar de toespraak van Staf DeClercq. Tijdens de toespraak wordt de propagandafilm "Der Ewige Jude" vertoond. De Clercq verkondigt dat niet alleen de Geallieerden de vijand zijn, maar eveneens de joden. Een van de SS-Vlaanderen soldaten zingt over de Vlaamse droom, waardoor de rest van het publiek mee volgt. ("Mijn Vlaand'renland")
Op 14 april 1941 worden tijdens de Antwerpse pogrom twee joodse synagogen in brand gestoken. Staf wordt gezien door Albert De Weerdt, een collega van Emiel en familievriend. Staf en Emiel krijgen ruzie, met Emiel's vrees voor wat komen gaat. Louis vraagt Staf of hij nog iets heeft gehoord van Sarah, waarop hij positief antwoordt. Onder de aanmoediging van zijn broer gaat Louis naar Sarah. Als hij zegt dat hij in het Sportpaleis was, geraakt Sarah gechoqueerd. Uiteindelijk probeert men volgens haar de mensen te manipuleren om de Joden te haten. Op dezelfde moment passeert De Weerdt bij Julia, waar Sarah woont. Hij meldt haar dat Sarah's familie is opgepakt en op transport gaan. Sarah gaat terug naar haar cello en zegt Louis dat hij weg moet, terug naar zijn Duitse vriendjes. Als ze begint te spelen, krijgt Louis een visioenbeeld. Leon legt hem uit dat de Joodse gevangenen niet zomaar naar Duitsland worden gestuurd, maar selectief naar kampen gaan. ("Eli Azavtani") Hij beseft dat Sarah eigenlijk Joodse is. Louis probeert haar te troosten maar weet niet hoe. ("Sarah")
6 april 1943, de dag na het bombardement op Mortsel. Staf blijkt voor het Duitse gedachtegoed te hebben gekozen en sluit zich aan bij SS-Vlaanderen. Hij en Louis maken ruzie over hun visie van de wereld, die uiteindelijk leidt tot een vuistgevecht, waarbij Louis in elkaar wordt geslagen door leden van SS-Vlaanderen. Leon helpt Louis, die zich tegen de Duitsers en hun bondgenoten wil verzetten. Leon zegt dat hij dit niet alleen kan.
Tijdens een razzia wordt De Weerdt opgepakt. Afwisselend wordt zijn ondervraging getoond, samen met de ondervraging van Louis door het verzet om te zien of hij wel geschikt is voor hun werk. Anna zoekt naar dokter Jacob Stern, die gearresteerd blijkt te zijn met zijn gezin. Als ze thuiskomt, blijkt dat Emiel Staf uit huis wil, vanwege zijn collaboratie met de nazi's. Als Louis eerst wordt geweigerd bij het Verzet, steekt Leon voor hem het hand in het vuur. Louis wordt aanvaard om bij het verzet te komen en neemt deel aan hun acties. ("Het Verzet") Terwijl Radio België de vermoedens brengt dat er in de kampen Joden massaal worden vergast, blijkt dat de Duitsers bij Julia en Sarah zijn binnengevallen. Ze zijn op tijd kunnen vluchten, maar hun huis is afgebrand. Sarah wil, net zoals Louis bij het verzet komen. De twee delen een intiem moment, deels verstoord door Tuur. Ze denken terug aan hun eerste ontmoeting op Staf's verjaardag op 10 mei 1940. ("In the Mood")
Tijdens het feest geeft Emiel een speech over hoe trots hij is op zijn zoon, die bijna dokter is. Sarah en Louis leren elkaar kennen op de dansvloer en hun dag kan niet meer stuk, tot kleine Tuur komt melden dat het vliegveld van Deurne wordt gebombardeerd door de Duitsers en de oorlog is begonnen. Louis en Sarah denken terug aan iedereen die ze verloren zijn door de oorlog en verzegelen hun liefde voor elkaar. ("Blijf bij mij")
Tijdens een luchtaanval stort een Engelse Spitfire neer in een veld en wordt de piloot ternauwernood gered door het verzet, maar door een vuurgevecht met de Duitsers raakt Louis achter. Als hij wil vluchten, stormt Staf naar neergestort vliegtuig met het bevel om stil te blijven staan, om dan te ontdekken dat de verzetsman niemand anders dan zijn broer is. De twee confronteren elkaar met hun alliantie en denken terug aan vroeger. ("Doe maar") Het verzet, onder leiding van De Grauwe, komt terug voor Louis en kunnen nipt ontsnappen. Als Tuur terugkeert om een einde te maken aan Staf, blijkt Staf sneller te zijn en schiet hij de jongen neer. Leon houdt de jongen in zijn armen, terwijl hij probeert de jongen te redden. Tuur sterft in zijn armen, waarop Leon verkondigt dat de jongen een begrafenis krijgt die hij verdient en dat de verzetsmensen zijn familie zijn. In een begrafenisstoet brengen mensen de laatste hulde aan de gestorven jongen. ("De dood van Tuur")
Wanneer Marie Staf confronteert met de komende aanval van de Geallieerden, zegt hij dat ze hem met rust moet laten. Als ze ontdekt dat hij een lijst moet maken voor een volgend Jodentransport wordt ze kwaad en zegt hij dat hij een klein kind is dat voor God wil spelen. In zijn woede slaat hij haar, waarop zij de verloving verbreekt. Stafs loyaliteit ligt nu volledig bij de Führer. ("Marie")
6 juni 1944, het nieuws van D-Day, de landing in Normandië bereikt de Belgen en iedereen is er van overtuigd dat de bevrijding snel nabij is. Louis, in dezelfde euforie als de rest van Antwerpen, racet naar de schuilplaats om te ontdekken dat er niemand is. Als Leon en De Grauwe hem vertellen dat Sarah, samen met tien anderen is opgepakt, snelt hij naar huis. De Duitsers zijn in volle paniek en arresteren de laatste mensen. Eens Louis thuis komt en Staf bedreigt met een revolver, probeert Anna tussenbeide te komen. In een verhitte discussie schreeuwt ze dat de vader van Staf Joods is. In de Eerste Wereldoorlog werkte Anna in een veldhospitaal en werd ze op een zware nacht, een van zovelen, getroost door Dokter Jakob Stern, waarmee ze toen een nacht mee heeft doorgebracht. Staf, wiens wereld volledig instort als blijkt dat hij zijn eigen vader naar de kampen heeft gestuurd loopt weg, gevolgd door Louis. Emiel, die de bekentenis van Anna heeft gehoord, troost zijn vrouw en zegt haar dat alles goed komt. Staf loopt haar het SS-Kantoor en schrapt de naam van Sarah, maar dit wordt ontdekt door Schultze, die alsnog de naam op de lijst wil hebben. Stafs wereld stort volledig in. ("Alles gebroken")
In het midden van de nacht hoopt Louis, met hulp van Leon en De Grauwe, het Konvooi te stoppen met een rood seinlicht. De trein wordt gestopt en Schultze, Wolff en de bewakers inspecteren wat er mis is. Terwijl Leon en De Grauwe de trein openmaken, confronteert Staf zijn broer Louis op het dak van de trein. Als Louis probeert zijn broer te kalmeren en te overtuigen dat hij zijn fouten nog kan rechtzetten, worden ze ontdekt en worden de ontsnapte gevangenen, Leon en De Grauwe onder vuur genomen door de Duitse bewakers. Louis probeert Sarah te vinden tussen de doden en zwaargewonden en vindt haar. Als Staf er ook blijkt tussen te zitten, probeert hij zijn broer te overtuigen om zijn laatste daad niet te doen. Staf zegt dat hij Louis' broer niet is en schiet zichzelf dood.
16 december 1944, Cinema Rex. Emiel, terug in Cinema Rex, zingt terug over hoe de Duitsers zijn vertrokken en hoe de mensen hun ontsnapping van de oorlog kunnen in de cinema. Als in de film de held sterft in de armen van zijn geliefde, verstoort een vreselijk fluitgeluid Emiel. Hij weet dat zijn lot verzegeld is. Cinema Rex ontploft door een V2-raket, die daar om 15:22u viel. 567 mensen, waaronder (fictief) Emiel Segers, kwamen om tijdens deze aanslag. ("Cine Rex (Reprise)")
8 mei 1945.  Duitsland capituleert onvoorwaardelijk en hiermee eindigt de oorlog officieel in Europa. Desondanks dat het allemaal voorbij is, blijft er een leegte. Een leegte voor hen die de oorlog niet hebben overleefd, of nog altijd vermist zijn. Marie wordt samen met andere collaborateurs publiekelijk vernederd en kaalgeschoren. Sarah, vol spijt voor Marie en afgunst voor de verzetsman, biedt haar jas aan en legt het bij met haar oude vriendin. Terwijl Anna Marie troost, komt Louis met een nieuwe cello voor Sarah. Beide verklaren hun liefde voor elkaar en hopen voor een betere toekomst. ("Finale - Curtain Calls")

## Programma
- Proloog: Cine Rex
- Scène 1: Wie vertelt ons?
- Scène 2: Liefde verblindt
- Scène 3: De stad
- Scène 4: Mijn Vlaand'renland
- Scène 5: Ten huize Segers
- Scène 6: Eli Azavtani
- Scène 7: Ten huize Segers

- Scène 8: Het verzet
- Scène 9: Het verzet - In The Mood - Blijf bij mij
- Scène 10: Doe maar
- Scène 11: Het SS Kantoor
- Scène 12: D-Day
- Scène 13: Alles gebroken
- Scène 14: Het spoor
- Epiloog: Cine Rex (reprise) - Finale

## Rolverdeling
Vanwege de vele voorstellingen, de intensiteit van de musical en om de belofte van elke voorstelling een topcast op de scène te kunnen waarmaken, besliste Studio 100 vroeg in de ontwikkeling van de musical om met twee groepen acteurs te werken.
| Rol                         | Acteur (blauwe cast) | Acteur (groene cast)                             | vervanging/alternate/understudy |
| --------------------------- | -------------------- | ------------------------------------------------ | --- |
| Staf Segers                 | Jelle Cleymans       | Jelle Cleymans                                   | Jo Hens (2019-2021) Ruben Van Keer (sinds 2021) Pieter Casteleyn (understudy) Martijn Claes (understudy) |
| Louis Segers                | Jonas Van Geel       | Jonas Van Geel                                   | James Cooke (2019) Michiel De Meyer (sinds 2019) Nordin De Moor (1ste understudy) Juan Gerlo (understudy) |
| Emiel Segers                | Peter Van De Velde   | Lucas Van den Eynde (niet meer sinds tweede run) | Bert Cosemans (sinds 2019) Ludo Hoogmartens (sinds 2021) Jan Schepens (understudy) Tim Saey (understudy) |
| Anna Segers                 | Marleen Merckx       | Ann Tuts                                         | Hilde Van Wesepoel (understudy) Liv Van Aelst (understudy) |
| Leon                        | Jo De Meyere         | Herbert Flack                                    | Hans De Munter (sinds 2019) Eric Kerremans (understudy) Joris De Beul (understudy) |
| Sarah Liebman               | Clara Cleymans       | Nathalie Meskens                                 | Laura Tesoro (2019-2020) Daphne Wellens (sinds 2019) Ianthe Tavernier (sinds 2021) Free Souffriau (sinds 2022) Liesbeth Roose (understudy sinds 2018) Annelies Boel (understudy) Pauline Joris (understudy) Kato Haes (understudy) |
| Marie De Bruycker           | Line Ellegiers       | Line Ellegiers                                   | Maja Van Honsté Alternate & Understudy (sinds 2018) Ella Leyers (sinds 2021) Lotte Stevens (sinds 2022) Florence van Laecke (understudy)                                                                                           |
| SS-Sturmbannführer Schultze | Jeroen Phaff         | Jeroen Phaff                                     | Marcel Jonker (2019) Paul Vaes (sinds 2021) Joris De Beul (understudy) Tim Saey (understudy) |
| SS-Obersturmführer Wolff    | Jurgen Stein         | Jurgen Stein                                     | Pieter Casteleyn (understudy) Niels Batens (understudy) Chris Schep (understudy) |
| Albert De Weert             | Kobe Van Herwegen    | Kobe Van Herwegen                                | Nordin De Moor (alternate) Juan Gerlo (alternate) Joris De Beul (understudy) Tim Saey (understudy) Tim Stuart (understudy) |
| De Grauwe                   | Jan Schepens         | Jan Schepens                                     | Christophe Degelin (Swing) Martijn Claes (Swing) Pieter Casteleyn (Swing) |
| Staf Declercq               | Hans De Munter       | Hans De Munter                                   | Eric Kerremans (vanaf 2019) Wim Van Den Driessche (alternate) Joris De Beul (understudy) Tim Saey (understudy) |
| Julia                       | Hilde Van Wesepoel   | Hilde Van Wesepoel                               | Liv Van Aelst (understudy) Annelies Boel (understudy) |
| Hermans                     | Nordin De Moor       | Nordin De Moor                                   | Steven Colombeen (understudy) |

### Wissels
Wegens televisieverplichtingen deelt Jonas Van Geel vanaf januari 2019 de rol van Louis Segers met James Cooke. Clara Cleymans en Nathalie Meskens wisselen vanaf februari 2019 ook af met Laura Tesoro voor de rol van Sarah.

### Ensemble
Niels Batens, Annelies Boel, Pieter Casteleyn, Charline Catrysse, Martijn Claes, Steven Colombeen, Joris De Beul, Christophe Degelin, Martine de Jager, Michiel De Meyer, Nordin De Moor, Hans De Munter, Juan Gerlo, Pauline Joris, Hélène Kamers, Dorian Liveyns, Jeroen Phaff, Liesbeth Roose, Dieter Spileers, Chris Schep, Tim Saey, Jan Schepens, Jurgen Stein, Laura Seys, Liv Van Aelst, Kobe Van Herwegen, Maja Van Honsté, Hilde Van Wesepoel, Tim Stuart, Jérémie Vrielynck, Mathieu Bekaert

## Productie

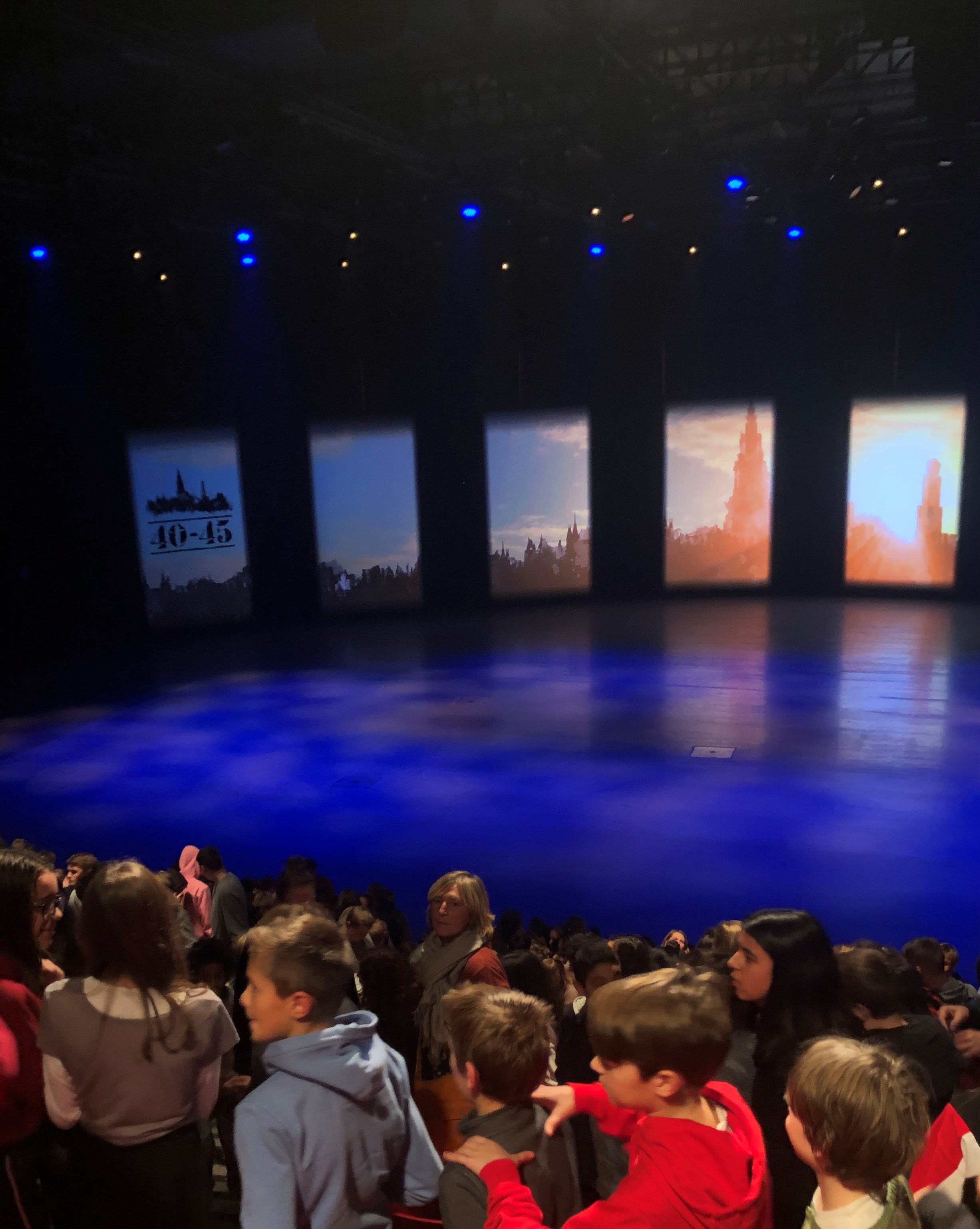
De zaal net na de musical 40-45 in het Studio 100 Pop-Up Theater.

Op 21 mei 2015 kondigde Studio 100 een opvolger aan voor hun musical over de Eerste Wereldoorlog, die zich zou focussen op het verzet ten tijde van de tweede wereldoorlog. Studio 100 vertrouwde de regie opnieuw toe aan Frank Van Laecke.
Op 14 februari 2017 werd bekendgemaakt dat Studio 100 de handen in elkaar zou slaan met Fernand Huts van Katoen Natie voor de realisatie van de musical. Het bedrijf van Huts zou instaan voor de bouw van een loods van 70 meter op 70 meter op de terreinen van Katoen Natie in Beveren, waarna de loods door middel van een tijdelijke bestemmingswijziging zou kunnen worden gebruikt als theaterzaal.
Op 15 juni 2017 werd de cast van de musical voorgesteld. De twee hoofdrollen worden vertolkt door Jelle Cleymans en Jonas Van Geel. Voor de overige rollen wordt telkens beroep gedaan op twee acteurs, die elkaar afwisselen. Tevens maakte het productiebedrijf bekend dat er reeds 15.000 tickets werden verkocht voor de musical.
Begin september 2017 raakte bekend dat de productie in woelig water verkeerde. Enkele weken na de aangekondigde samenwerking tussen Studio 100 en Katoen Natie, ontving de gemeente Beveren een negatief advies van het Vlaamse departement voor Leefmilieu voor de tijdelijke bestemmingswijziging om de loods als theaterzaal te kunnen gebruiken. Het grote struikelblok voor het departement was dat de zaal in het havengebied te midden van 21 sevesobedrijven zou komen te liggen. De gemeente Beveren besliste om het negatieve advies te volgen en geen vergunning te geven om de in aanbouw zijnde loods te kunnen gebruiken als theaterzaal. In een reactie liet Studio 100 weten dat het bedrijf voorbereid was op dergelijke proceduremoeilijkheden en dat het enkele alternatieve scenario's had klaarliggen.
Op 13 december 2017 maakte Studio 100 bekend dat het bedrijf een nieuwe locatie had gevonden voor haar musical. In Puurs, naast de voormalige Montea-site zou een tijdelijke constructie gebouwd worden, waarin de musical opgevoerd kan worden. De site werd omgedoopt tot het Studio 100 Pop-Up Theater.
Op 21 februari 2018 werd bekendgemaakt dat er reeds 100.000 tickets verkocht werden.
Eind mei 2018 werd bekendgemaakt dat het publiek tijdens de voorstellingen het geluid zal kunnen waarnemen door middel van koptelefoons. Tevens werd in mei de muziek voor de musical ingespeeld door het Symfonieorkest Vlaanderen in de Galaxy Studio's te Mol.
Op 16 oktober 2018, één week na de première van de musical, maakte producent Studio 100 bekend dat er in de week na de première, 90.000 tickets verkocht werden, waardoor het totaal op 340.000 verkochte tickets kwam te liggen.
Op 15 februari 2019 maakte Studio 100 bekend dat Laura Tesoro deel ging uitmaken van de cast. Daarnaast lieten ze ook meteen weten dat de teller op meer dan 565.000 tickets staat.
Op 29 september 2019 maakte studio 100 bekend dat er al meer dan 650.000 tickets verkocht zijn. De dag ervoor hadden Daphne Wellens, Hans De Munter en Maja Van Honsté hun eerste show afgewerkt.
Op 24 oktober 2021 werd voor de 400ste keer de musical gespeeld.

### Laatste run
1 juni 2022 begon de laatste run van de voorstelling. In deze run werd Free Souffriau voorgesteld als Sarah Liebman en Lotte Stevens als Marie De Bruycker.

### Laatste voorstelling
Op 11 maart 2022 werd er bekend gemaakt dat de musical op 3 juli 2022 stopt. Na meer dan 750.000 bezoekers speelt de musical dan zijn laatste voorstelling.

### Tribune
Het publiek neemt plaats op acht rijdende tribunes, die allen gestuurd worden door een lokaal op laser gebaseerd navigatiesysteem. Op die manier kunnen verschillende constellaties aangenomen worden, waardoor het spektakel een extra dynamisch karakter krijgt en het publiek meer betrokken wordt bij het verhaal. Iedere tribune weegt 40 ton, is 8 meter hoog, 7 meter breed en 17 meter diep. In totaal kunnen er 1662 toeschouwers plaatsnemen op de tribunes.

### Historie
Tijdens de musical komen enkele historische elementen aan bod. Het XXe Konvooi, Cinéma Rex en het Belgische Verzet en collaboratie zijn belangrijke elementen voor het verhaal. De vertoning van "Der ewige Jude", die normaal plaatsvond in de Cinema Rex met de Antwerpse Pogrom als gevolg is veranderd met een van de toespraken van Staf Declercq.

## Merchandise
- Dvd
- Cd
- Programmabrochure
- Boek (Roman)

'14-'18 · '40-'45 (België) · '40-'45 (Nederland) · 1830 · De 3 Biggetjes · 3 Musketiers · Aida · Albert I · Alice in Wonderland · A xXxmas Carola · Anatevka · Assepoester · Belle en het Beest · Billie Holiday · Bloedbroeders · The Bodyguard · Cabaret · Camelot · Cats · Chicago · Ciske de Rat · Cyrano de Bergerac · De Schone van Boskoop · Daens · Damiaan · Dirty Dancing · Doe Maar! · Domino · Doornroosje · Dracula · Drood · Elisabeth · Evita · Fame · De Finale · Flashdance · Foxtrot · Goodbye, Norma Jeane · Grease · Hair · High School Musical · De Jantjes · Jeanne d'Arc · Jekyll & Hyde · Jersey Boys · Jesus Christ Superstar · Kadanza · De kleine zeemeermin · Koning van Katoren · Kruimeltje · Kuifje: De Zonnetempel · Kunt u mij de weg naar Hamelen vertellen, mijnheer? · The Last Five Years · Lelies · The Lion King · The Little Mermaid · Love Story · Lover of Loser · Mamma Mia! · De man van La Mancha · Marie-Antoinette · Mary Poppins · Les Misérables · Miss Saigon · Muerto! · De Muze van Rubens · My Fair Lady · On Your Feet! · Op hoop van Zegen · Oorlogswinter · The Passion · Pauline & Paulette · The Phantom of the Opera · Pinokkio · Red Star Line · Rembrandt · Robin Hood · Romeo en Julia, van Haat tot Liefde · De Rozenoorlog · Rubens · Shhh...it happens! · Shrek · Soldaat van Oranje · Spring Awakening · De sprookjesmusical Klaas Vaak · Sneeuwwitje · The Sound of Music · Tarzan · Titanic · Turks fruit · Urinetown · De Vliegende Hollander · Wat Zien Ik?! · Wicked · The Wild Party · The Wiz · Wickie de viking de musical
    Portaal Musical